# Hans Knaack
Hans Knaack (* 15. Dezember 1922) war ein Berliner Fußballspieler, der 1950/51 für den SC Lichtenberg 47 in der DDR-Oberliga, der höchsten Liga im DDR-Fußball, spielte.

## Sportliche Laufbahn
Erstmals tauchte Hans Knaack in der Berliner Presse auf, als er im Januar 1948 als Spieler der SG Stralau an einem Sichtungstermin für die Berliner Stadtauswahl teilnahm. Zur Saison 1948 wechselte er zum Stadtligisten SC Lichtenberg 47, wo er als Mittelfeldspieler eingesetzt wurde. 1949 stiegen die Lichtenberger in die zweitklassige Stadtklasse ab. Zwar erkämpfte sich die Mannschaft einen Aufstiegsplatz, jedoch wurde sie zur Saison 1950/51 aus politischen Gründen (Einführung des Vertragsspielersystems in Berlin) in die DDR-Oberliga eingegliedert. Dort etablierte sich Hans Knaack als Stammspieler, denn in den 34 ausgetragenen Oberligaspielen wurde er 29-mal wiederum als Mittelfeldspieler aufgeboten. Das Spieleraufgebot des SC war jedoch spielerisch limitiert und stieg nach nur einer Spielzeit in die zweitklassige DDR-Liga ab. Knaack verließ den Sportclub und schloss sich dem West-Berliner Stadtligisten SC Minerva an.

## Einzelnachweis
1. ↑  https://books.google.de/

| Personendaten    | Personendaten            |
| ---------------- | ------------------------ |
| NAME             | Knaack, Hans             |
| KURZBESCHREIBUNG | deutscher Fußballspieler |
| GEBURTSDATUM     | 15. Dezember 1922        |